# Diócesis suburbicaria de Porto-Santa Rufina
La diócesis suburbicaria de Porto-Santa Rufina, sede suburbicaria de Porto-Santa Rufina o diócesis de Porto-Santa Rufina (en latín: Dioecesis Portuensis-Sanctae Rufinae y en italiano: Diocesi suburbicaria di Porto-Santa Rufina) es una circunscripción eclesiástica de la Iglesia católica en Italia. Se trata de una sede suburbicaria latina, sufragánea de la diócesis de Roma. Desde el 12 de febrero de 2022 su obispo es Gianrico Ruzza y su título cardenalicio pertenece al cardenal Beniamino Stella.

## Territorio y organización

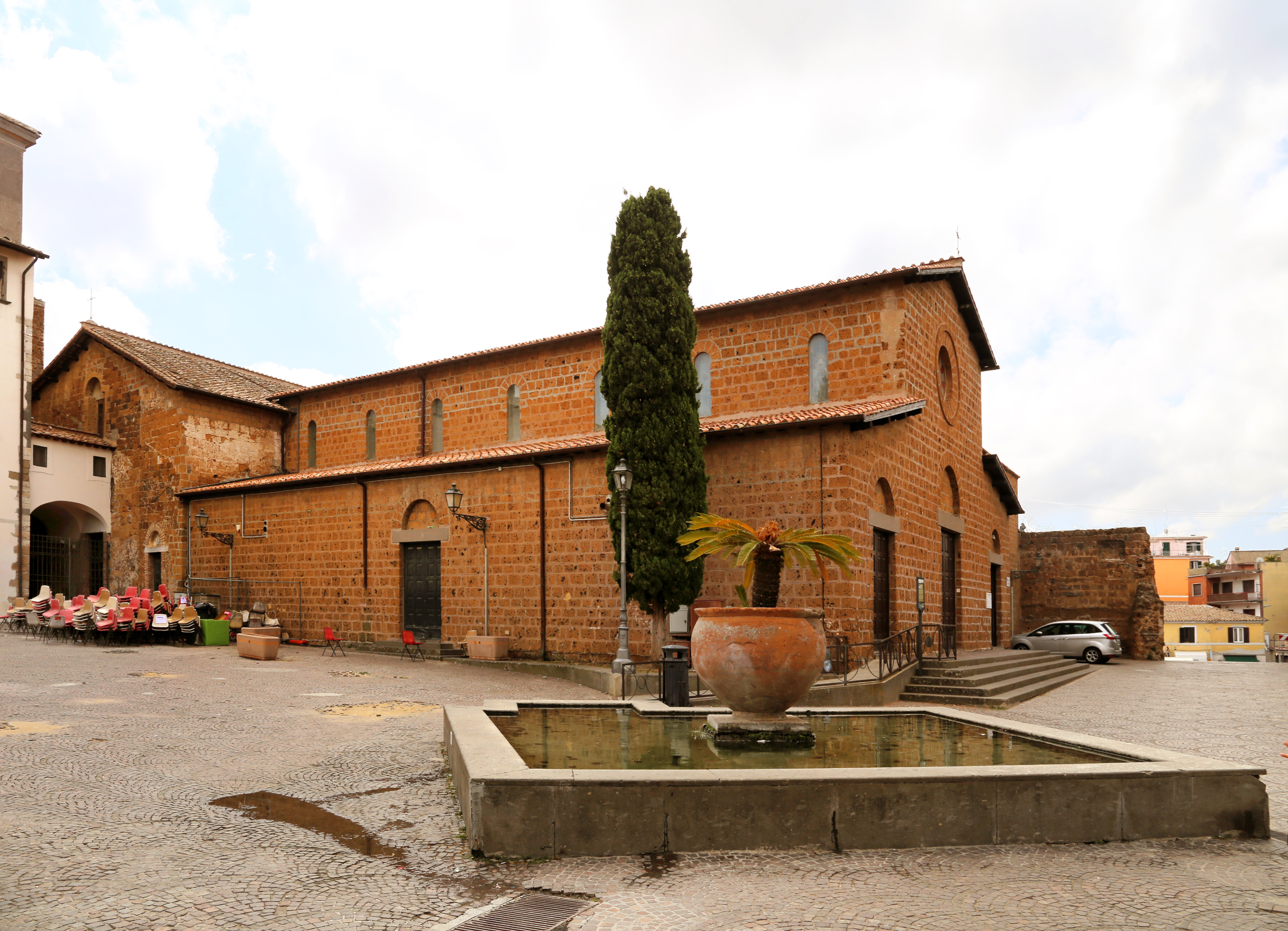
Excatedral de Santa María Mayor, en Cerveteri

La diócesis tiene 2000 km² y extiende su jurisdicción sobre los fieles católicos de rito latino residentes en parte de la ciudad metropolitana de Roma Capital en la región del Lacio:
- 6 comunas: Fiumicino, Cerveteri, Ladispoli, Santa Marinella, Riano y Castelnuovo di Porto.[nota 2]
- las fracciones de Santa Severa Nord de la comuna de Tolfa, y de Castel Giuliano de la comuna de Bracciano;
- gran parte del territorio de los municipios XI, XII, XIII, XIV y XV de la comuna de Roma, al exterior del Grande Raccordo Anulare (circunvalación de Roma)[nota 3]

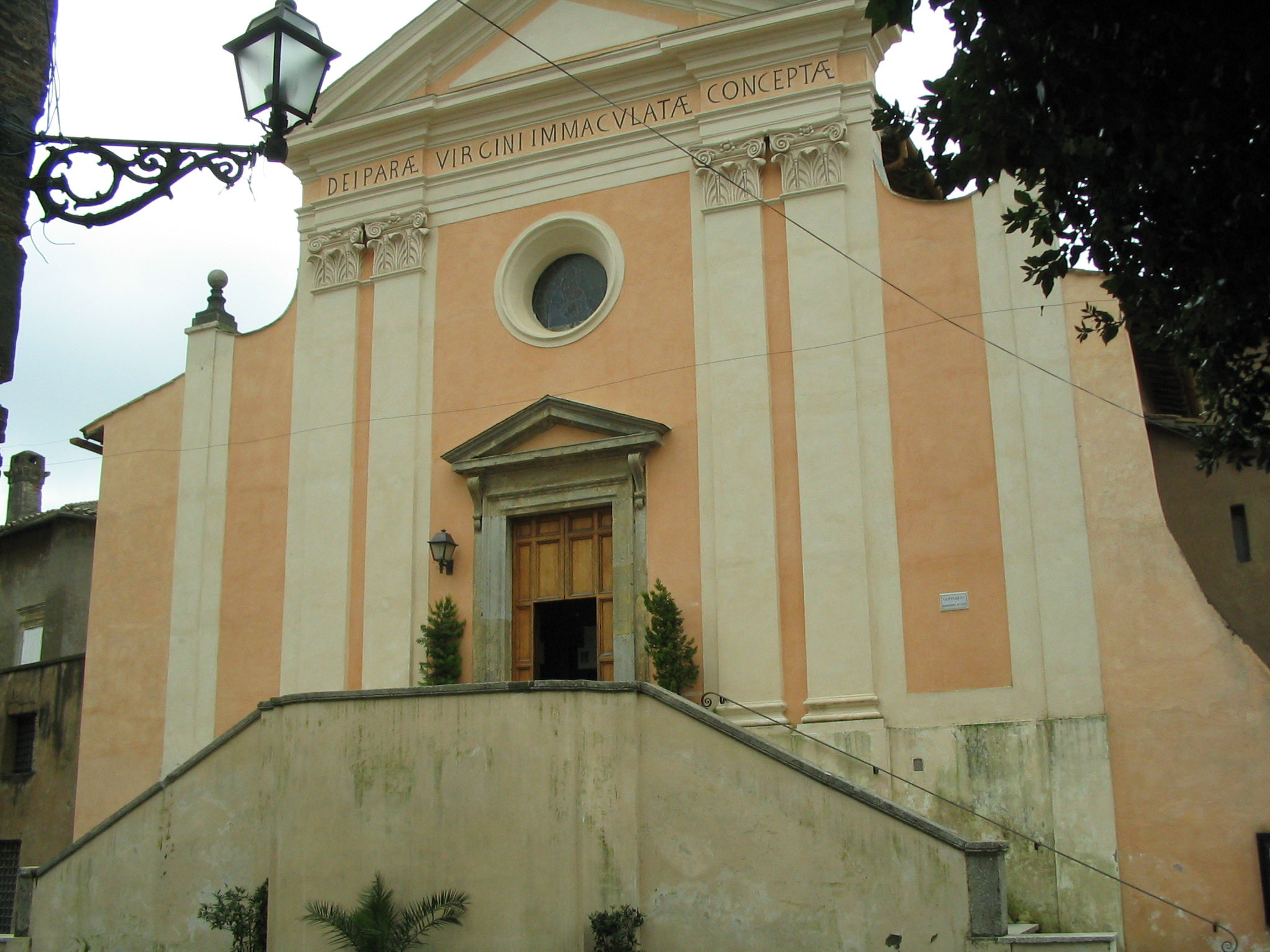
Iglesia de la Virgen de Ceri, en Cerveteri

La sede de la diócesis se encuentra en la localidad de La Storta (zona LI de la comuna de Roma), en donde se halla la Catedral de los Sagrados Corazones de Jesús y María, la curia diocesana y el seminario. En Borgo di Porto se halla la Concatedral de los Santos Hipólito y Lucía, que fue la catedral hasta 1950. Entre las iglesias de mayor interés histórico presentes en la diócesis se encuentran la de Santa María Mayor, antigua catedral de la diócesis de Cerveteri, y la de la Virgen de Ceri, ambas en el municipio de Cerveteri.

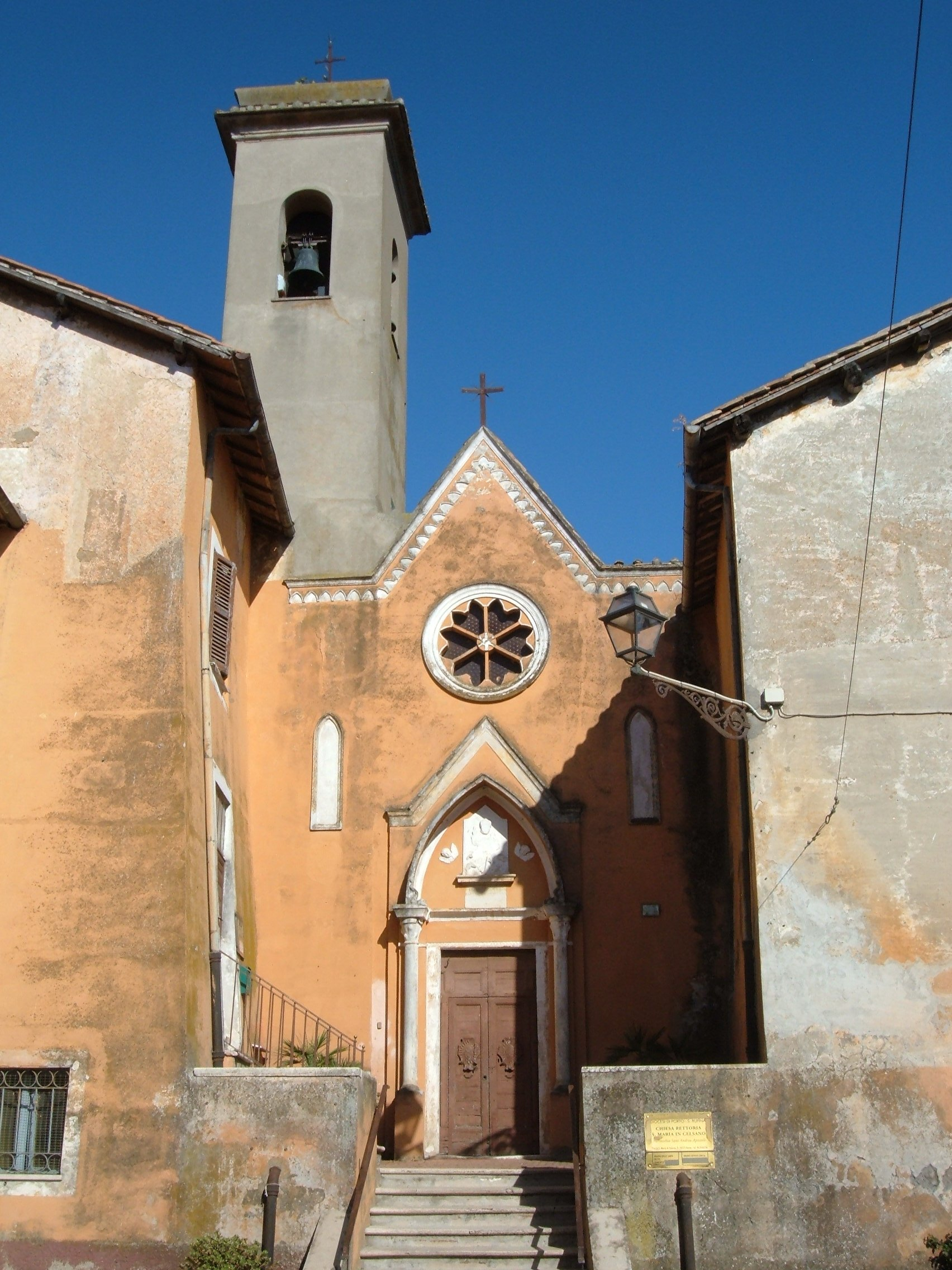
Iglesia de Santa María en Celsano, en Santa Maria di Galeria, que fue destino de gran devoción popular

En 2021 en la diócesis existían 57 parroquias agrupadas en 5 vicariatos foráneos: La Storta-Castelnuovo di Porto, Porto Romano, Selva Candida, Maccarese, Cerveteri-Ladispoli-Santa Marinella.

## Historia
Esta diócesis está formada por la unión de dos antiguas sedes suburbicarias: Porto, antiguo puerto principal de Roma, situado en la margen derecha del Tíber, dominando Ostia; y Selva Candida, un pueblo construido alrededor de la basílica de las santas hermanas mártires Rufina y Segunda, situado a lo largo de la vía Cornelia, que corresponde a la actual vía Boccea.

### Porto
La fe cristiana arraigó muy pronto en la zona de Oporto. Se conocen los nombres de varios mártires de Porto, entre ellos Aconzio; Jacinto; Herculano y Taurino; Eutropio, Zosima y Bonosa; Marcial, Saturnino, Epicteto, Maprile, Félix y compañeros.
El más importante y patrono de la diócesis es san Hipólito, conocido tradicionalmente como el primer obispo de Porto, mártir hacia mediados del siglo III, cuyo culto está documentado ya a finales del siglo IV; a Hipólito se construyó una basílica extramuros en el lugar de su martirio, descubierta en las excavaciones de finales del siglo XX en el sitio arqueológico de la isla Sacra (Fiumicino). Otra basílica, llamada "basílica urbana", fue excavada a partir del siglo XIX cerca del muelle hexagonal de Trajano; aunque hasta la fecha no existe evidencia arqueológica, se puede identificar con la basílica de los santos Pedro, Pablo y Juan Bautista, la primera catedral de la diócesis, construida por Constantino I iuxta portum urbis Romae, es decir "cerca del puerto de Roma".
El primer obispo históricamente documentado es Gregorio, que participó en el Concilio de Arlés en la Galia en el año 314. Las excavaciones arqueológicas han sacado a la luz dos epígrafes con los nombres de dos obispos portuenses: un primer epígrafe, de finales del siglo IV, atestigua la construcción de la basílica de San Hipólito por el obispo Eraclida; una segunda inscripción, fechada entre los siglos IV y V, hace referencia a la construcción de la basílica de los santos Eutropio, Zosima y Bonosa por parte del obispo Donato.
Entre los posteriores obispos de Porto estuvieron: Pietro, Erennio y Casto, que participaron en los concilios celebrados por los obispos de Roma en el 465, en el 487 y en los años 501 y 502; Felice, contemporáneo y corresponsal de Gregorio Magno; Giovanni, que fue delegado de las Iglesias occidentales en el Concilio de Constantinopla en 680/681; Gregorio, que acompañó al papa Constantino a Constantinopla (710); Cithonatus, presente en la consagración del antipapa Constantino II (767); Rodoaldo, que actuó en contra de las instrucciones recibidas en el caso de Focio en Constantinopla (862), y que fue depuesto por haber favorecido el divorcio de Lotario II de Lotaringia.
En 864 se convirtió en obispo de Porto Formoso, futuro papa; debido a la decadencia de la ciudad de Porto y las incursiones de los sarracenos, fue probablemente Formoso quien trasladó la sede episcopal y la catedral a la isla Tiberina. En 1018 la bula Quoties illa del papa Benedicto VIII se refiere ahora a un abandono total y al traslado definitivo de la catedral y el episcopio a la basílica de San Bartolomeo all'Isola.
Durante el episcopado de Giovanni IV (1049-1066), el papa León IX definió los límites de la diócesis en relación con la de Selva Candida: la diócesis estaba incluida en el curso del Tíber a partir de Ponte Rotto, la isla Tiberina. o Licaonia hasta Porta Settimiana, desde aquí la frontera subía hasta Porta San Pancrazio y seguía la vía Aurelia hasta el puente sobre el río Arrone; se dirigía hacia el mar pasando por Palidoro y, manteniendo a la derecha la finca de Palo, pasaba por la finca Maccarese; una vez alcanzada la orilla del mar la frontera continuaba hasta la desembocadura del Tíber incluyendo la isla Sacra para volver a subir hasta Ponte Rotto. Por lo tanto, toda la zona de Trastévere y la isla Tiberina fueron confirmadas a Porto, dejando al obispo el privilegio de fechar sus documentos con la fórmula Datum Romae. En 1059 el obispo de Porto ganó la disputa con el obispo de Selva Candida sobre la posesión total de la isla Tiberina y las iglesias de San Bartolomeo y San Giovanni Calibita.
También en el siglo XI el obispado de Cerveteri fue abandonado y los obispos de Porto extendieron su jurisdicción a esa ciudad.

### Selva Candida (o Santa Rufina)
La diócesis de Selva Candida debe sus orígenes a la basílica construida en el lugar del martirio de las santas Rufina y Segunda en la vía Cornelia en el fundus de Buxus o de Bucca o Boccea. Otros importantes santuarios de mártires presentes en la zona fueron los de los santos persas Maris, Marta, Audifax y Habacuc, también en la vía Cornelia, y el dedicado a los santos Basílides y compañeros en la vía Aurelia.
El primer obispo conocido es Adeodatus, que asistió a un sínodo convocado por el rey Teodorico en 501 para juzgar las acciones del papa Símaco; un homónimo se menciona en otro sínodo de 499 como Adeodatus Lorensis; esto sugiere que los obispos de Lorium en la vía Aurelia trasladaron su residencia a Selva Candida. Después de Adeodato, se conoce al obispo Valentín, vicario de Roma durante la ausencia del papa Vigilio, a quien Totila le cortó las manos, y que compartió la suerte de Vigilio en Constantinopla sobre la Controversia de los Tres Capítulos. Valentino está documentado en las fuentes tanto como episcopus ecclesiae Silvae Candidae, con indicación del topónimo del que tomó el nombre la diócesis, como episcopus a sanctae Rufina et Secunda, en referencia al santuario principal que se encontraba en Selva Candida.
Probablemente a partir del siglo VI, la diócesis de Selva Candida absorbió el territorio de la extinta diócesis de Acquaviva.
Los obispos posteriores de Selva Candida son conocidos principalmente por su participación en los concilios celebrados por los pontífices en Roma . Según las indicaciones del Liber Pontificalis, la sede episcopal y la basílica de Santa Rufina y Seconda fueron renovadas por los papas Adriano I (772-795) y León IV (847-855); Destruidas por los sarracenos hacia el año 900, fueron reconstruidas en tiempos de Sergio III (904-911) y del obispo Hildebrando (905-910).
Entre los obispos más importantes estuvo Pietro en el siglo XI, documentado como obispo de Selva Candida entre 1026 y 1037. En 1026 el papa Juan XIX le confirmó todas las posesiones dependientes de su jurisdicción episcopal, que estaban enumeradas en la bula del 17 de diciembre; entre estas las localidades de Baccano, Bottaccia, Boccea, Castel di Guido, Castel Campanile, Cesano, Castel Giuliano, Formello, Isola Farnese, Leprignana, Luterno (Valle Luterana), Olgiata, Palidoro, Palo, Riano, Galeria, Santa Marinella, Santa Severa, Sasso, La Storta, Testa di Lepre, Torrimpietra, Tragliata. En la misma bula el pontífice asignó la iglesia de los santos Adalberto y Paulino en la isla Tiberina a Pietro y sus sucesores, como domicilio episcopal et congruum receptaculum. En una bula posterior de noviembre de 1037, el papa Benedicto IX , además de confirmar los privilegios ya concedidos anteriormente, asignó a Pietro y a sus sucesores, a perpetuidad, el título de cancilleres y bibliotecarios de la Sede Apostólica, que, después de la unión pasó a los obispos de Porto.
Con la bula de 1026 se asignaron también a los obispos de Selva Candida todas las iglesias de la Ciudad leonina, cinco monasterios y la facultad de realizar funciones litúrgicas y ordenaciones en la Basílica de San Pedro. Estos privilegios fueron abolidos gradualmente sólo después del final del Papado de Aviñón, cuando los pontífices trasladaron su residencia de Letrán al Vaticano.
Los dos últimos cardenales obispos de Selva Candida fueron Umberto (1051-1061) y Mainardo (1061-1073), estrechos colaboradores de los pontífices en la acción reformadora de la Iglesia, que pasó a la historia como la reforma gregoriana.

### Porto y Santa Rufina
El papa Calixto II, en 1119 unió definitivamente la sede de Porto con la de Selva Candida (también llamada Santa Rufina), unión confirmada por el papa Adriano IV (1154-1159).
Entre los cardenales obispos de las sedes unidas más conocidos estaban: Teodevino (1134-1153), alemán, enviado en diversas misiones a Alemania y Tierra Santa; Bernardo (1158-1176), que trabajó para lograr la paz entre el papa Adriano IV y Federico I Barbarroja; Teodino degli Atti (1178-1186), que examinó la causa de santo Tomás Becket; Ottone Candido (1244-1251), de los marqueses de Monferrato, enviado en numerosas ocasiones como legado del papa Inocencio IV a Federico II; Robert Kilwardby, exarzobispo de Canterbury, envenenado en Viterbo en 1279; Matteo d'Acquasparta (1291-1302) y Giovanni da Morrovalle (1302-1312), exministros generales de la Orden franciscana; Jacques d'Euse (1313-1316), primer cardenal de Porto en convertirse en papa con el nombre de Juan XXII.
El 21 de julio de 1452 la diócesis de Santa Rufina fue separada de la sede suburbicaria de Porto, pero ya al año siguiente, tras la muerte del cardenal Francesco Condulmer, las dos sedes se reunieron.
Ocuparon la sede: Rodrigo Borgia (1476-1492), futuro papa Alejandro VI; Gian Pietro Carafa (1553) futuro papa Paulo IV; Alejandro Farnesio el Joven (1578-1580); Fulvio Giulio della Corgna (1580-1583); Ulderico Carpegna (1675-1679) quien dejó una herencia para sufragar los gastos de las misiones populares que se realizarían cada cuatro años; Pietro Ottoboni (1687-1689), futuro papa Alejandro VIII; Flavio Chigi (1689-1693), que amplió y embelleció la catedral; Vicenzo Maria Orsini (1715-1724), futuro papa Benedicto XIII.
A partir del siglo XVI la sede de Porto y Santa Rufina quedó reservada al vicedecano del Colegio Cardenalicio; cuando el decano cesó en su servicio por fallecimiento o elección al papado, fue sucedido por el cardenal obispo de Porto y Santa Rufina, quien optó por la sede suburbicaria de Ostia y Velletri, que pertenecía al decano. Esta práctica dio lugar a episcopados generalmente muy breves, que duraron incluso algunos meses.
La diócesis era muy extensa, desde el Tíber al sur hasta la vía Flaminia al este y las montañas de Tolfa al norte, pero prácticamente despoblada y devastada por la malaria. En 1692 la población residente rondaba las 4000 unidades, mientras que las estadísticas oficiales de 1853 mostraban una población total de sólo 3030 habitantes. Los centros habitados eran pocos y dispersos aquí y allá por el territorio; entre ellos los más grandes eran Castelnuovo, Fiumicino, Cesano, Riano y Cerveteri, donde se ubicaban las únicas parroquias de la diócesis. A principios del siglo XIX la diócesis se encontraba en tal estado de abandono que el cardenal Leonardo Antonelli la definió como "un esqueleto árido y despojado", indicando las causas de su decadencia en las invasiones sarracenas de la Edad Media y en el clima insalubre. Pese a todo ello, en la segunda mitad del siglo XVIII hubo intentos de implantar una determinada actividad pastoral, con el apoyo del Maestre Pie, los jesuitas y la creación de algunas parroquias. La diócesis ni siquiera tenía una catedral (la de San Hipólito en Porto estaba en decadencia), ni un centro con el palacio episcopal y el seminario. De hecho, la sede existía sólo porque estaba asociada con el título de cardenal.
Para superar estos inconvenientes, el 10 de diciembre de 1825 Civitavecchia fue separada de la diócesis de Viterbo y Tuscania unida a la de Porto y Santa Rufina; pero esta unión duró poco tiempo, hasta el 14 de junio de 1854, cuando Civitavecchia volvió a independizarse y unirse a Corneto (hoy diócesis de Civitavecchia-Tarquinia).
El cardenal Bartolomeo Pacca, entre 1821 y 1830, restauró la catedral de San Hipólito, renovó el episcopio adjunto y decoró su patio con hallazgos procedentes de las excavaciones de la antigua ciudad de Porto.
El 5 de mayo de 1914 el papa Pío X con el motu proprio Edita a Nobis estableció que a partir de ese momento el decano del Sagrado Colegio uniría la sede que ostentaba con la de Ostia y en consecuencia los episcopados de los obispos de Porto y Santa Rufina dejaron de ser especialmente breves.
En 1921 la población de la diócesis era de aproximadamente 10 000 habitantes, a los que se sumaban aproximadamente 12 000 que residían allí estacionalmente para realizar trabajos agrícolas. Había 19 parroquias. El territorio permaneció casi despoblado hasta las recuperaciones de tierras de los años 1930, que erradicaron la malaria . El crecimiento de la ciudad de Roma y sus alrededores y la recuperación del territorio condujeron en algunas décadas a un aumento notable de la población diocesana, de unos 50 000 habitantes en 1950 a unos 300 000 en 2000.
En 1926 el jesuita alemán Leopold Fonck inició la construcción de una iglesia, en la localidad de La Storta, que quiso dedicar a santa Margarita María Alacoque. Las obras quedaron inconclusas hasta que el cardenal Eugène Tisserant las retomó en 1948, proyectando establecer a La Storta en el centro de la diócesis. Al cabo de dos años quedó terminada la construcción y dedicada a los Sagrados Corazones de Jesús y María el 25 de marzo de 1950; el 7 de marzo había sido elevada al rango de nueva catedral de la diócesis, en lugar de la anterior iglesia de los Santos Hipólito y Lucía, con el decreto Episcopalis Cathedra de la Congregación Consistorial. Al mismo tiempo se construyeron el palacio episcopal, la sede de la curia diocesana y el seminario. El 25 de febrero de 1953 se instituyó el cabildo catedralicio con la bula Qui cognoverit del papa Pío XII.
Durante el siglo XX se establecieron con mayor precisión los límites entre la sede suburbicaria y la diócesis de Roma. El 5 de enero de 1946 las parroquias contiguas de Santa María Immacolata en Grottarossa y Santi Urbano y Lorenzo en Prima Porta, ambas en la vía Flaminia, fueron anexadas a la diócesis romana. El 5 de abril de 1954 y el 8 de febrero de 1965, se redefinieron en detalle las fronteras entre las dos diócesis, en gran medida separadas entre sí por el GRA.
Con la reforma de las sedes suburbicarias decidida por el papa Juan XXIII en 1962 con el motu proprio Suburbicariis sedibus, los cardenales de Porto y Santa Rufina quedaron únicamente con el título de sede suburbicaria, mientras que el gobierno pastoral de la diócesis fue confiado a un obispo residencial pleno iure. Esta disposición entró en vigor con el nombramiento, el 2 de febrero de 1967, de Andrea Pangrazio, primer obispo no cardenal de Porto y de Santa Rufina.
El 30 de septiembre de 1986 la diócesis tomó el nombre de sede suburbicaria de Porto-Santa Rufina debido a la plena unión de las dos sedes.
Desde el 12 de febrero de 2022 está unida in persona episcopi a los obispos de la diócesis de Civitavecchia-Tarquinia.

## Estadísticas
Según el Anuario Pontificio 2022 la diócesis tenía a fines de 2021 un total de 395 000 fieles bautizados.
| Año                                                                             | Población            | Población | Población      | Sacerdotes | Sacerdotes    | Sacerdotes    | Bautizados por sacerdote | Diáconos permanentes | Religiosos | Religiosos | Parroquias |
| Año                                                                             | Bautizados católicos | Total     | % de católicos | Total      | Clero secular | Clero regular | Bautizados por sacerdote | Diáconos permanentes | Varones    | Mujeres    | Parroquias |
| ------------------------------------------------------------------------------- | -------------------- | --------- | -------------- | ---------- | ------------- | ------------- | ------------------------ | -------------------- | ---------- | ---------- | ---------- |
| 1950                                                                            | 46 350               | 46 870    | 98.9           | 40         | 26            | 14            | 1158                     |                      | 14         | 110        | 22         |
| 1969                                                                            | 108 188              | 109 065   | 99.2           | 104        | 52            | 52            | 1040                     |                      | 125        | 626        | 45         |
| 1980                                                                            | 130 000              | 135 000   | 96.3           | 175        | 73            | 102           | 742                      | 1                    | 221        | 820        | 51         |
| 1990                                                                            | 183 000              | 185 000   | 98.9           | 205        | 79            | 126           | 892                      | 1                    | 297        | 804        | 51         |
| 1999                                                                            | 237 000              | 247 000   | 96.0           | 204        | 71            | 133           | 1161                     | 5                    | 352        | 916        | 52         |
| 2000                                                                            | 253 630              | 259 230   | 97.8           | 181        | 60            | 121           | 1401                     | 6                    | 387        | 880        | 52         |
| 2001                                                                            | 254 000              | 260 000   | 97.7           | 193        | 76            | 117           | 1316                     | 6                    | 252        | 910        | 52         |
| 2002                                                                            | 273 000              | 280 000   | 97.5           | 199        | 81            | 118           | 1371                     | 7                    | 204        | 880        | 52         |
| 2003                                                                            | 300 000              | 307 000   | 97.7           | 174        | 67            | 107           | 1724                     | 7                    | 244        | 764        | 52         |
| 2004                                                                            | 300 000              | 307 000   | 97.7           | 215        | 72            | 143           | 1395                     | 7                    | 286        | 674        | 52         |
| 2013                                                                            | 396 400              | 398 500   | 99.5           | 232        | 71            | 161           | 1708                     | 13                   | 353        | 748        | 55         |
| 2016                                                                            | 374 000              | 418 000   | 89.5           | 189        | 73            | 116           | 1978                     | 13                   | 293        | 711        | 56         |
| 2019                                                                            | 386 000              | 437 000   | 88.3           | 148        | 67            | 81            | 208                      | 11                   | 229        | 701        | 56         |
| 2021                                                                            | 395 000              | 449 000   | 88.0           | 133        | 67            | 66            | 2969                     | 11                   | 198        | 608        | 57         |
| Fuente: Catholic-Hierarchy, que a su vez toma los datos del Anuario Pontificio. |                      |           |                |            |               |               |                          |                      |            |            |            |

## Episcopologio

### Obispos y cardenales obispos de Porto
- San Hipólito † (siglo III)
- Gregorio I † (mencionado en 314)[21]
- Eraclida † (segunda mitad del siglo IV)[22]
- Donato † (siglo IV/siglo V)[23]
- Anónimo † (siglo IV/siglo V)[24]
- Pietro † (mencionado en 465)[nota 5]
- Glicerio? † (mencionado en 474 circa)[nota 6]
- Erennio † (mencionado en 487)[25]
- Casto † (antes de 501-después de 502)[26]
- Felice † (primavera de 590-después de 599)[27]
- Albino † (mencionado en 649)
- Giovanni I † (antes de 679-después de 692)
- Giorgio † (antes de 710-después de 721)
- Gregorio II † (antes de 732-después de 745)[nota 7]
- Citonato † (antes de 767-después de 769)[nota 8]
- Giovanni II † (mencionado en 797)
- Stefano † (mencionado en 826)[nota 9]
- Rodoaldo † (antes de 853-864 depuesto)
- Formoso † (864-30 de junio de 876 depuesto)[28]
- Valperto † (876-después de 879)
- Valentino † (mencionado en junio de 883)
- Formoso † (después de junio de 883-septiembre/octubre de 891 electo papa) (por segunda vez)[28]
- Silvestro † (mencionado en 898)
- Crisogono † (después de 904)
- Costantino † (mencionado en 956)
- Benedetto I † (circa 960-febrero de 964 depuesto)[29]
- Benedetto I † (antes de abril de 967-después de mayo de 969) (por segunda vez)[29]
- Gregorio III † (mencionado en 991)
- Benedetto II † (antes de 998-después de junio de 1029)[nota 10]
- Giovanni III † (antes de noviembre de 1034-circa 1048 falleció)[nota 11]
- Giovanni IV † (antes de abril de 1048[nota 12]-circa 1050 falleció[30])
- Rolando † (?-10 de julio de 1057 falleció)[30]
- Giovanni V † (antes del 18 de octubre de 1057-20 de abril de 1085 excomulgado)[30]
  - Pietro † (1080-circa 1085 falleció) (pseudocardenal del antipapa Clemente III)
  - Giovanni V † (circa 1085-después de 1089) (pseudocardenal del antipapa Clemente III)[30]
- Giovanni VI † (antes de mayo de 1087-después de febrero de 1095 falleció)[30]
- Maurizio † (antes de 1098-primavera de 1102 falleció)[31]

### Obispos y cardenales obispos de Santa Rufina (o Selva Candida)
- Adeodato † (antes de 501-después de 502)[32]
- Valentino † (antes de 544-después de 553)[nota 13]
- Vito[nota 14] † (antes de 679-después de 680)
- Niceta † (mencionado en 710)
- Tiberio † (mencionado en 721)
- Epifanio † (mencionado en 732)[33]
- Benedetto I † (mencionado en 742)
- Epifanio o Teofanio † (mencionado en 743-después de 745)[nota 15]
- Gregorio I † (antes de 761-después de 769)[34]
- Giovanni † (antes de 823-después de 826)
- Leone I † (antes de 853-después de 861)[35]
- Tidone? † (mencionado en 869)
- Gregorio II † (mencionado en 879)
- Benedetto II † (mencionado en 884)
- Ildebrando † (antes de 905[36]-después de 910)
- Guido (Widone o Tidone) † (antes de 963-después de 975)[37]
- Crescenzio I † (mencionado en 993)
- Benedetto III † (antes de 1012-después de 1016)
- Gregorio III † (?-circa 1025 falleció)
- Pietro † (circa 1025-después de noviembre de 1037[nota 16])[nota 17]
- Crescenzio II † (antes de abril de 1044-después de mayo de 1050 falleció)[38]
- Humberto de Silva Candida, O.S.B. † (circa 1051-5 de mayo de 1061 falleció)
- Mainardo (o Maginardo), O.S.B. † (16 de mayo de 1061-febrero/marzo de 1073 falleció)[39]
  - Adalberto o Alberto, O.S.B. † (antes de noviembre de 1084-febrero de 1102 electo antipapa) (pseudocardenal del antipapa Clemente III)[40]
  - Sede vacante

### Cardenales obispos de Porto y Santa Rufina
- Pietro † (1102-circa 1134 falleció)[nota 18][nota 19]
- Teodevino, C.R.S.A. † (diciembre de 1134-circa 1153 falleció)
- Cencio † (marzo/abril de 1154-después del 13 de junio de 1157 falleció)[41]
- Bernardo, Can.Reg.S.Fred. † (diciembre de 1158-18 de agosto de 1176 falleció)[42]
- Guglielmo da Pavía † (17 de diciembre de 1176-18 de enero de 1178 falleció)[43]
- Teodino degli Atti, O.S.B. † (1178-1186 falleció)
- Bobone † (mayo/junio de 1189-antes de agosto de 1190 falleció)[44]
- Pietro Gallozia † (antes del 20 de agosto de 1190-después del 25 de febrero de 1211 falleció)[45]
- Benedetto † (antes del 26 de octubre de 1213-después del 7 de marzo de 1216 falleció)[46]
- Cinzio (o Cencio) † (1217-1218 falleció)
- Beato Corrado di Urach, O.Cist. † (8 de enero de 1219-30 de septiembre de 1227 falleció)
- Romano Bonaventura † (antes del 18 de agosto de 1234-1243 falleció)
- Ottone de Monteferrato † (28 de mayo de 1244-1251 falleció)
- Giacomo Della Porta, O.Cist. † (diciembre de 1251-19 de noviembre de 1253 falleció)
  - Sede vacante (1254-1261)
- Giovanni da Toledo, O.Cist. † (24 de diciembre de 1261-13 de julio de 1275 falleció)
  - Sede vacante (1275-1278)
- Robert Kilwardby, O.P. † (12 de marzo de 1278-12 de septiembre de 1279 falleció)
- Bernard de Languissel † (12 de abril de 1281-23 de julio o 19 de septiembre de 1291 falleció)
- Matteo d'Acquasparta, O.F.M. † (1291-28 o 29 de octubre de 1302 falleció)
- Giovanni Minio da Morrovalle, O.F.M. † (15 de diciembre de 1302-agosto de 1312 falleció)
- Jacques d'Euse † (antes del 22 de mayo de 1313-7 de agosto de 1316 electo papa con el nombre de Juan XXII)
- Bernard de Castanet † (17 o 18 de diciembre de 1316-14 de agosto de 1317 falleció)
- Bérenger de Frédol el Joven † (22 de agosto de 1317-noviembre de 1323 falleció)
  - Sede vacante (1323-1328)
- Pierre d'Arrablay † (diciembre de 1328-marzo de 1331 falleció)
- Jean-Raymond de Comminges † (1331-20 de noviembre de 1344 o 1348 falleció)
- Bernardo d'Albi † (19 de enero de 1349-13 o 23 de noviembre de 1350 falleció)
- Guy de Boulogne † (1350-25 de noviembre de 1373 falleció)
- Pietro Corsini † (1374-16 de agosto de 1405 falleció)
  - Berenguer de Anglesola † (29 de mayo de 1406-23 o 26 de agosto de 1408 falleció) (pseudocardenal del antipapa Benedicto XIII)
- Antonio Correr, C.R.S.G.A. † (9 de mayo de 1409-14 de marzo de 1431 nombrado obispo de Ostia y Velletri)
  - Antonio Caetani † (2 de julio de 1409-2 o 11 de enero de 1412 falleció) (ilegítimo)
  - Louis de Bar † (23 de septiembre de 1412-23 de junio de 1430 falleció) (pseudocardenal del antipapa Benedicto XIII)
- Branda Castiglioni † (14 de marzo de 1431-29 de enero de 1440 nombrado obispo de Sabina)
  - Sede vacante (1440-1444)
- Domingo Ram y Lanaja, C.R.S.A. † (7 de marzo de 1444-25 de abril de 1445 falleció)
- Francesco Condulmer † (abril de 1445-30 de octubre de 1453 falleció)
- John Kemp † (28 de julio de 1452-22 de marzo de 1454 falleció) (obispo di Santa Rufina)
- Guillaume d'Estouteville, O.S.B.Clun. † (1454-26 de octubre de 1461 nombrado obispo de Ostia y Velletri)
- Juan de Carvajal † (26 de octubre de 1461-6 de diciembre de 1469 falleció)
- Richard Olivier de Longueil † (1469[nota 20]-19 de agosto de 1470 falleció)
- Filippo Calandrini † (30 de agosto de 1471-18 o 22 de julio de 1476 falleció)
- Rodrigo Borgia † (24 de julio de 1476-11 de agosto de 1492 electo papa con el nombre de Alejandro VI)
- Giovanni Michiel † (31 de agosto de 1492-10 de abril de 1503 falleció)
- Jorge da Costa † (después del 10 de abril de 1503-18 de septiembre de 1508 falleció)
- Raffaele Sansoni Galeotti Riario † (22 de septiembre de 1508-20 de enero de 1511 nombrado obispo de Ostia y Velletri)
- Domenico Grimani † (20 de enero de 1511-27 de agosto de 1523 falleció)
- Francesco Soderini † (9 de diciembre de 1523-18 de diciembre de 1523 nombrado obispo de Ostia y Velletri)
- Niccolò Fieschi † (18 de diciembre de 1523-20 de mayo de 1524 nombrado obispo de Ostia y Velletri)
- Alessandro Farnese † (20 de mayo de 1524-15 de junio de 1524 nombrado obispo de Ostia y Velletri)
- Antonio Maria Ciocchi del Monte † (15 de junio de 1524-20 de septiembre de 1533 falleció)
- Giovanni Piccolomini † (26 de septiembre de 1533-26 de febrero de 1535 nombrado obispo de Ostia y Velletri)
- Giovanni Domenico De Cupis † (26 de febrero de 1535-28 de noviembre de 1537 nombrado obispo de Ostia y Velletri)
- Bonifacio Ferrero † (28 de noviembre de 1537-2 de enero de 1543 falleció)
- Antonio Sanseverino, O.S.Io.Hier. † (8 de enero de 1543-17 de agosto de 1543 falleció)
- Marino Grimani † (24 de septiembre de 1543-28 de septiembre de 1546 falleció)
- Giovanni Salviati † (8 de octubre de 1546-28 de octubre de 1553 falleció)
- Gian Pietro Carafa † (29 de noviembre de 1553-11 de diciembre de 1553 nombrado obispo de Ostia y Velletri)
- Jean du Bellay † (11 de diciembre de 1553-29 de mayo de 1555 nombrado obispo de Ostia y Velletri)
- Rodolfo Pio † (29 de mayo de 1555-18 de mayo de 1562 nombrado obispo de Ostia y Velletri)
- Francesco Pisani † (18 de mayo de 1562-12 de mayo de 1564 nombrado obispo de Ostia y Velletri)
- Federico Cesi † (12 de mayo de 1564-28 de enero de 1565 falleció)
- Giovanni Gerolamo Morone † (7 de febrero de 1565-3 de julio de 1570 nombrado obispo de Ostia y Velletri)
- Cristoforo Madruzzo † (3 de julio de 1570-5 de julio de 1578 falleció)
- Alessandro Farnese el Joven † (9 de julio de 1578-5 de diciembre de 1580 nombrado obispo de Ostia y Velletri)
- Fulvio Giulio della Corgna † (5 de diciembre de 1580-2 de marzo de 1583 falleció)
- Giacomo Savelli † (9 de marzo de 1583-5 de diciembre de 1587 falleció)
- Giovanni Antonio Serbelloni † (11 de diciembre de 1587-2 de marzo de 1589 nombrado obispo de Ostia y Velletri)
- Alfonso Gesualdo † (2 de marzo de 1589-20 de marzo de 1591 nombrado obispo de Ostia y Velletri)
- Innico d'Avalos d'Aragona, O.S.Iacobi † (20 de marzo de 1591-20 de febrero de 1600 falleció)
- Tolomeo Gallio † (21 de febrero de 1600-19 de febrero de 1603 nombrado obispo de Ostia y Velletri)
- Girolamo Rusticucci † (19 de febrero de 1603-14 de junio de 1603 falleció)
- Girolamo Simoncelli † (16 de junio de 1603-24 de febrero de 1605 falleció)
- Domenico Pinelli † (1 de junio de 1605-7 de febrero de 1607 nombrado obispo de Ostia y Velletri)
- Girolamo Bernerio, O.P. † (7 de febrero de 1607-5 de agosto de 1611 falleció)
- Antonio Maria Galli † (17 de agosto de 1611-16 de septiembre de 1615 nombrado obispo de Ostia y Velletri)
- Antonio Maria Sauli † (16 de septiembre de 1615-6 de abril de 1620 nombrado obispo de Ostia y Velletri)
- Giovanni Evangelista Pallotta † (6 de abril de 1620-22 de agosto de 1620 falleció)
- Benedetto Giustiniani † (31 de agosto de 1620-27 de marzo de 1621 falleció)
- Francesco Maria Bourbon del Monte Santa Maria † (29 de marzo de 1621-27 de septiembre de 1623 nombrado obispo de Ostia y Velletri)
- Francesco Sforza † (27 de septiembre de 1623-9 de septiembre de 1624 falleció)
- Ottavio Bandini † (16 de septiembre de 1624-7 de septiembre de 1626 nombrado obispo de Ostia y Velletri)
- Giovanni Battista Deti † (7 de septiembre de 1626-20 de agosto de 1629 nombrado obispo de Ostia y Velletri)
- Domenico Ginnasi † (20 de agosto de 1629-15 de julio de 1630 nombrado obispo de Ostia y Velletri)
- Carlo Emmanuele Pio di Savoia seniore † (15 de julio de 1630-28 de marzo de 1639 nombrado obispo de Ostia y Velletri)
- Marcello Lante † (28 de marzo de 1639-1 de julio de 1641 nombrado obispo de Ostia y Velletri)
- Pier Paolo Crescenzi † (1 de julio de 1641-19 de febrero de 1645 falleció)
- Francesco Cennini de' Salamandri † (6 de marzo de 1645-2 de octubre de 1645 falleció)
- Giulio Roma † (23 de octubre de 1645-29 de abril de 1652 nombrado obispo de Ostia y Velletri)
- Carlo de' Medici † (29 de abril de 1652-23 de septiembre de 1652 nombrado obispo de Ostia y Velletri)
- Francesco Barberini senior † (23 de septiembre de 1652-11 de octubre de 1666 nombrado obispo de Ostia y Velletri)
- Marzio Ginetti † (11 de octubre de 1666-1 de marzo de 1671 falleció)
- Francesco Maria Brancaccio † (18 de marzo de 1671-9 de enero de 1675 falleció)
- Ulderico Carpegna † (28 de enero de 1675-24 de enero de 1679 falleció)
- Cesare Facchinetti † (6 de febrero de 1679-8 de enero de 1680 nombrado obispo de Ostia y Velletri)
- Carlo Rossetti † (8 de enero de 1680-23 de noviembre de 1681 falleció)
- Niccolò Albergati-Ludovisi † (1 de diciembre de 1681-15 de febrero de 1683 nombrado obispo de Ostia y Velletri)
- Alderano Cybo-Malaspina † (15 de febrero de 1683-10 de noviembre de 1687 nombrado obispo de Ostia y Velletri)
- Pietro Vito Ottoboni † (10 de noviembre de 1687-6 de octubre de 1689 electo papa con el nombre de Alejandro VIII)
- Flavio Chigi † (19 de octubre de 1689-13 de septiembre de 1693 falleció)
- Giacomo Franzoni † (28 de septiembre de 1693-9 de diciembre de 1697 falleció)
- Paluzzo Paluzzi Altieri degli Albertoni † (27 de enero de 1698-29 de junio de 1698 falleció)
- Emmanuel Théodose de la Tour d'Auvergne de Bouillon † (21 de julio de 1698-15 de diciembre de 1700 nombrado obispo de Ostia y Velletri)
- Niccolò Acciaioli † (15 de diciembre de 1700-18 de marzo de 1715 nombrado obispo de Ostia y Velletri)
- Vincenzo Maria Orsini da Gravina † (19 de marzo de 1715-29 de mayo de 1724 electo papa con el nombre de Benedicto XIII)
- Fabrizio Paolucci † (12 de junio de 1724-19 de noviembre de 1725 nombrado obispo de Ostia y Velletri)
- Francesco Pignatelli, C.R. † (19 de noviembre de 1725-5 de diciembre de 1734 falleció)
- Pietro Ottoboni † (15 de diciembre de 1734-3 de septiembre de 1738 nombrado obispo de Ostia y Velletri)
- Tommaso Ruffo † (3 de septiembre de 1738-29 de agosto de 1740 nombrado obispo de Ostia y Velletri)
- Lodovico Pico della Mirandola † (29 de agosto de 1740-10 de agosto de 1743 falleció)
- Annibale Albani † (9 de septiembre de 1743-21 de octubre de 1751 falleció)
- Pier Luigi Carafa † (15 de noviembre de 1751-9 de abril de 1753 nombrado obispo de Ostia y Velletri)
- Raniero d'Elci † (9 de abril de 1753-12 de enero de 1756 nombrado obispo de Ostia y Velletri)
- Giovanni Antonio Guadagni, O.C.D. † (12 de enero de 1756-15 de enero de 1759 falleció)
- Francesco Scipione Maria Borghese † (12 de febrero de 1759-21 de junio de 1759 falleció)
- Giuseppe Spinelli † (13 de julio de 1759-13 de julio de 1761 nombrado obispo de Ostia y Velletri)
- Camillo Paolucci † (13 de julio de 1761-11 de junio de 1763 falleció)
- Federico Marcello Lante Montefeltro della Rovere † (18 de julio de 1763-3 de marzo de 1773 falleció)
- Gian Francesco Albani † (15 de marzo de 1773-18 de diciembre de 1775 nombrado obispo de Ostia y Velletri)
- Carlo Rezzonico † (29 de enero de 1776-26 de enero de 1799 falleció)
- Leonardo Antonelli † (2 de abril de 1800-3 de agosto de 1807 nombrado obispo de Ostia y Velletri)
- Luigi Valenti Gonzaga † (3 de agosto de 1807-29 de diciembre de 1808 falleció)
- Alessandro Mattei † (27 de marzo de 1809-26 de septiembre de 1814 nombrado obispo de Ostia y Velletri)
- Giuseppe Maria Doria Pamphilj † (26 de septiembre de 1814-10 de febrero de 1816 falleció)
- Antonio Dugnani † (8 de marzo de 1816-19 de octubre de 1818 falleció)
- Giulio Maria della Somaglia † (21 de diciembre de 1818-29 de mayo de 1820 nombrado obispo de Ostia y Velletri)
- Michele Di Pietro † (29 de mayo de 1820-2 de julio de 1821 falleció)

### Cardenales obispos de Porto, Santa Rufina y Civitavecchia
- Bartolomeo Pacca † (13 de agosto de 1821-5 de julio de 1830 nombrado obispo de Ostia y Velletri)
- Pietro Francesco Galleffi † (5 de julio de 1830-18 de junio de 1837 falleció)
- Emmanuele De Gregorio † (2 de octubre de 1837-7 de noviembre de 1839 falleció)
- Giovanni Francesco Falzacappa † (22 de noviembre de 1839-18 de noviembre de 1840 falleció)
- Carlo Maria Pedicini † (14 de diciembre de 1840-19 de noviembre de 1843 falleció)
- Vincenzo Macchi † (22 de enero de 1844-11 de junio de 1847 nombrado obispo de Ostia y Velletri)
- Luigi Lambruschini, B. † (11 de julio de 1847-12 de mayo de 1854 falleció)

### Cardenales obispos de Porto y Santa Rufina
- Mario Mattei † (23 de junio de 1854-17 de diciembre de 1860 nombrado obispo de Ostia y Velletri)
- Costantino Patrizi Naro † (17 de diciembre de 1860-8 de octubre de 1870 nombrado obispo de Ostia y Velletri)
- Luigi Amat di San Filippo e Sorso † (8 de octubre de 1870-12 de marzo de 1877 nombrado obispo de Ostia y Velletri)
- Camillo Di Pietro † (12 de marzo de 1877-15 de julio de 1878 nombrado obispo de Ostia y Velletri)
- Carlo Sacconi † (15 de julio de 1878-24 de marzo de 1884 nombrado obispo de Ostia y Velletri)
- Jean-Baptiste-François Pitra, O.S.B. † (24 de marzo de 1884-9 de febrero de 1889 falleció)
- Luigi Oreglia di Santo Stefano † (24 de mayo de 1889-30 de noviembre de 1896 nombrado obispo de Ostia y Velletri)
- Lucido Maria Parocchi † (30 de noviembre de 1896-15 de enero de 1903 falleció)
- Serafino Vannutelli † (22 de junio de 1903-19 de agosto de 1915 falleció)[nota 21]
- Antonio Vico † (6 de diciembre de 1915-25 de febrero de 1929 falleció)
- Tommaso Pio Boggiani, O.P. † (15 de julio de 1929-26 de febrero de 1942 falleció)
- Eugène Tisserant † (18 de febrero de 1946-18 de noviembre de 1966 renunció)[nota 22]

### Cardenales obispos del título suburbicario de Porto y Santa Rufina, luego Porto-Santa Rufina
Hasta 1986 cardenales obispos de Porto y Santa Rufina, luego cardenales obispos de Porto-Santa Rufina.
- Eugène Tisserant † (18 de noviembre de 1966-21 de febrero de 1972 falleció)
- Paolo Marella † (15 de marzo de 1972-15 de octubre de 1984 falleció)
- Agostino Casaroli † (25 de mayo de 1985-9 de junio de 1998 falleció)
- Roger Etchegaray † (24 de junio de 1998-4 de septiembre de 2019 falleció)
- Beniamino Stella, desde el 1 de mayo de 2020

### Obispos de Porto y Santa Rufina, luego Porto-Santa Rufina
Hasta 1986 obispos de Porto y Santa Rufina, luego obispos de Porto-Santa Rufina.
- Andrea Pangrazio † (2 de febrero de 1967-7 de diciembre de 1984 retirado)
- Pellegrino Tomaso Ronchi, O.F.M.Cap. † (7 de diciembre de 1984-9 de noviembre de 1985 renunció)
- Diego Natale Bona † (9 de noviembre de 1985-17 de enero de 1994 nombrado obispo de Saluzzo)
- Antonio Buoncristiani (21 de julio de 1994-23 de mayo de 2001 nombrado arzobispo de Siena-Colle di Val d'Elsa-Montalcino)
- Gino Reali (23 de febrero de 2002-5 de mayo de 2021 renunció)
- Gianrico Ruzza, desde el 12 de febrero de 2022[nota 23]

### Para la sede de Porto
- (en italiano) Francesco Lanzoni, Le diocesi d'Italia dalle origini al principio del secolo VII (an. 604), vol. I, Faenza, 1927, pp. 110-117
- (en italiano) Giuseppe Cappelletti, Le chiese d'Italia dalla loro origine sino ai nostri giorni, Venecia, 1844, vol. I, pp. 493-507
- (en latín) Konrad Eubel, Hierarchia Catholica Medii Aevi, vol. 1, pp. 36-37; vol. 2, p. 60; vol. 3, pp. 56-57; vol. 4, p. 37; vol. 5, p. 41; vol. 6, p. 40

### Para la sede de Santa Rufina
- (en italiano) Francesco Lanzoni, Le diocesi d'Italia dalle origini al principio del secolo VII (an. 604), vol. I, Faenza, 1927, pp. 506-509
- (en italiano) Giuseppe Cappelletti, Le chiese d'Italia dalla loro origine sino ai nostri giorni, Venecia, 1844, vol. I, pp. 508-514